# Metropolia Limy
Metropolia Limy – metropolia Kościoła rzymskokatolickiego w Peru. Powstała w 1546 roku, obecnie w jej skład wchodzi metropolitalna archidiecezja Limy, sześć diecezji oraz jedna prałatura terytorialna. Od 2019 godność metropolity sprawuje kardynał Carlos Castillo Mattasoglio. 

## Struktura
- Archidiecezja Limy
- Diecezja Callao
- Diecezja Carabayllo
- Diecezja Chosica
- Diecezja Huacho
- Diecezja Ica
- Diecezja Lurín
- Prałatura terytorialna Yauyos